# 田中智仁
田中 智仁（たなか ともひと、1982年 - ）は、日本の社会学者。犯罪社会学や環境犯罪学に依拠した警備業研究を展開している。また、アニメーションのエログロ表現に関する研究も行っている。
論文「犯罪統制主体としての警備業―その社会学的位置づけ」により2009年に白山社会学会賞を受賞した。また、著書『警備業の社会学―「安全神話崩壊」の不安とリスクに対するコントロール』により、2010年に日本社会病理学会出版奨励賞と日本犯罪社会学会奨励賞を受賞した。ほか、2010年に特定非営利活動法人日本防犯装備協会特別功労賞を受賞している。

## 略歴
- 1982年、東京都に生まれる
- 2005年、文教大学人間科学部卒業　学士（人間科学）
- 2007年、東洋大学大学院社会学研究科社会学専攻博士前期課程修了　修士（社会学）
- 2010年、特定非営利活動法人日本防犯装備協会社会安全総合研究所　所長
- 2011年、東洋大学大学院社会学研究科社会学専攻博士後期課程修了　博士（社会学）
  - 仙台大学体育学部新助手・同大学東京事務所（日本警備業研究拠点）主任研究員
- 2012年、仙台大学体育学部講師
- 2015年、仙台大学体育学部准教授
- 2025年、仙台大学体育学部教授

## 著書
- 『気ままに警備保障論5』（単著：2024年、現代図書）
- 『警備業法の論点』（単著：2023年、現代人文社）
- 『気ままに警備保障論4』（単著：2023年、現代図書）
- 『気ままに警備保障論3』（単著：2021年、現代図書）
- 『犯罪・非行の社会学―常識をとらえなおす視座〔補訂版〕』（共著：2020年、有斐閣）
- 『社会病理学の足跡と再構成』（編著：2019年、学文社）
- 『気ままに警備保障論2』（単著：2018年、現代図書）
- 『警備ビジネスで読み解く日本』（単著：2018年、光文社新書）
- 『気ままに警備保障論』（単著：2015年、現代図書）
- 『犯罪・非行の社会学―常識をとらえなおす視座』（共著：2014年、有斐閣）
- 『リアリティと応答の社会学―犯罪・逸脱とケア』（共著：2013年、風間書房）
- 『警備業の分析視角―「安全・安心な社会」と社会学』（単著：2012年、明石書店）
- 『警備業の社会学―「安全神話崩壊」の不安とリスクに対するコントロール』（単著：2009年、明石書店）
- 『警備業を考察する5つの視点―安全・安心な社会実現のための学術論文集』（編著：2009年、警備保障新聞社）